# Bulbine stolonifera
Bulbine stolonifera är en grästrädsväxtart som beskrevs av Baijnath och Graham Williamson. Bulbine stolonifera ingår i släktet bulbiner, och familjen grästrädsväxter. Inga underarter finns listade i Catalogue of Life.